# Jämnsjön, Härjedalen
Jämnsjön är en sjö i Härjedalens kommun i Härjedalen och ingår i Ljusnans huvudavrinningsområde. Sjön har en area på 0,0718 kvadratkilometer och ligger 636,3 meter över havet. Jämnsjön ligger i Tröskflyet-Oxflöten Natura 2000-område. Sjön avvattnas av vattendraget Jämnån.

## Delavrinningsområde
Jämnsjön ingår i det delavrinningsområde (689807-143625) som SMHI kallar för Ovan 689504-143951. Medelhöjden är 595 meter över havet och ytan är 20,29 kvadratkilometer. Det finns inga avrinningsområden uppströms utan avrinningsområdet är högsta punkten. Jämnån som avvattnar avrinningsområdet har biflödesordning 3, vilket innebär att vattnet flödar genom totalt 3 vattendrag innan det når havet efter 229 kilometer. Avrinningsområdet består mestadels av skog (65 procent) och sankmarker (34 procent). Avrinningsområdet har 0,07 kvadratkilometer vattenytor vilket ger det en sjöprocent på 0,4 procent.